# Geological Society of America

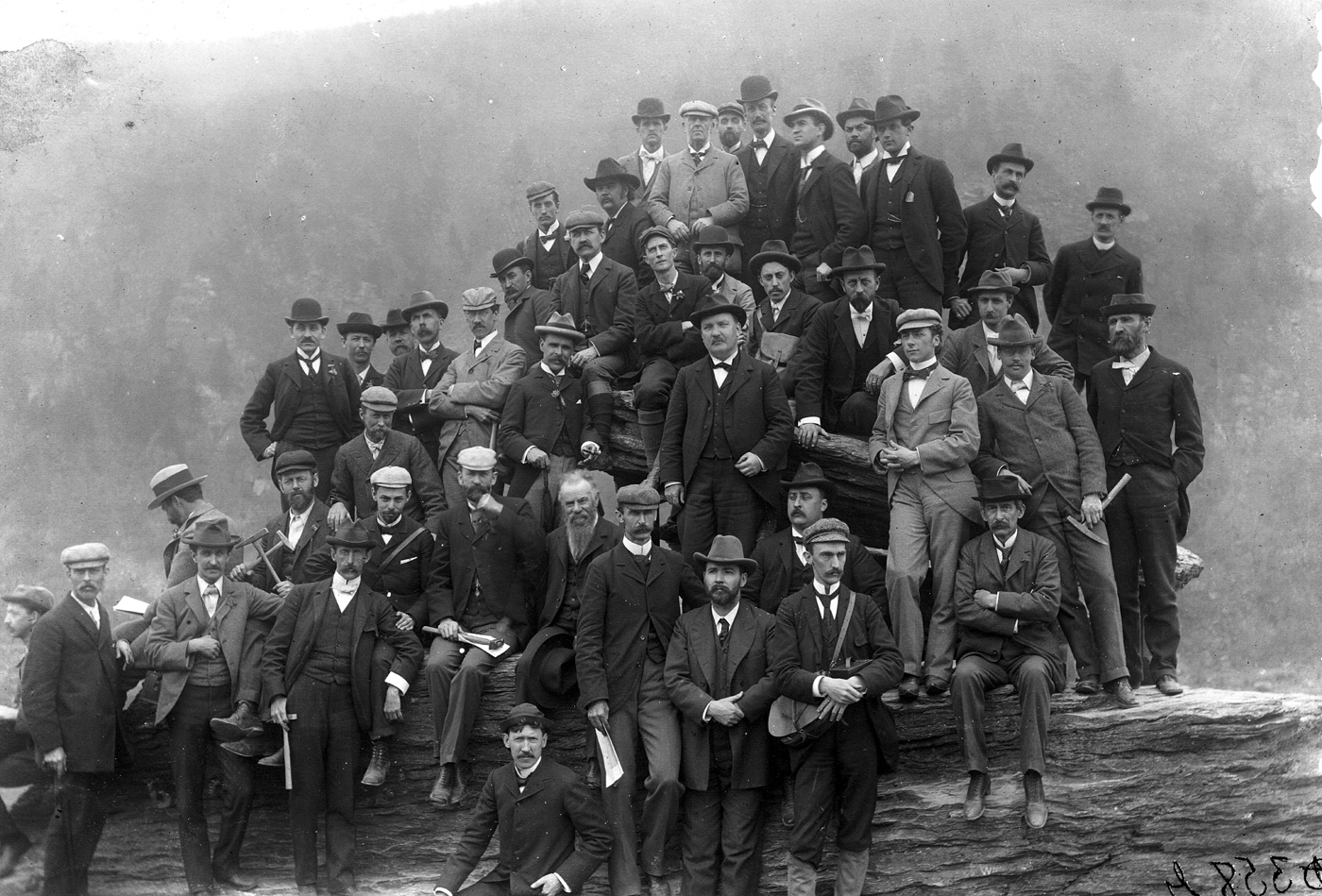
Geologická terénní exkurze v Harpers Ferry v Západní Virginii, 30. dubna 1897. Fotografoval Joseph S. Diller na formaci Jefferson Rock nad městem Harpers Ferry. Odshora: Cleophas C. O'Harra, Sir Archibald Geikie, Frederick H. Newell, Henry B. Kümmel, George Burbank Shattuck, Rollin D. Salisbury, Arthur Clifford Veatch, Louis Marcus Prindle, Harry F. Reid, Charles R. Van Hise, Cleveland Abbe, Jr., George Willis Stose, Thomas Leonard Watson, Edward Vincent D'Invilliers, Clarence Wilbur Dorsey, Frederick J. H. Merrill, Louis A. Bauer, Arthur Coe Spencer, William J. McGee, William B. Clark, Rufus Mather Bagg, Frank Hall Knowlton, Robert T. Hill, Heinrich Ries, Frank D. Adams, Arthur P. Coleman, Timothy William Stanton, Oliver L. Fassig, Samuel F. Emmons, George F. Becker, Albert Berthold Hoen, George O. Smith, James F. Kemp, Bailey Willis, David White, Edward Bennett Mathews, Charles D. Walcott, John W. Powell, Joseph Stanley-Brown, Joseph Austin Holmes, Charles Willard Hayes, Leonidas Chalmers Glenn, Henry S. Williams

Geological Society of America, Inc. (česky Americká geologická společnost, zkratka GSA) je nezisková organizace zaměřená na vědy o Zemi.
Společnost jako odnož American Association for the Advancement of Science (Americká asociace pro rozvoj vědy) byla založena v roce 1888 v Ithace ve státě New York. Zakladateli byli James Hall, James Dwight Dana, Alexander Winchell, John J. Stevenson, Charles H. Hitchcock, John R. Procter a Edward Orton.. Od roku 1968 se její sídlo nachází ve městě Boulder v Coloradu. V dubnu 2013 měla více než 25 000 členů ve více než 100 zemích, šest regionálních sekcí v Severní Americe, mezinárodní sekci a 17 specializovaných oddělení.
Prvním prezidentem byl James Hall, společnost měla v začátku 100 členů. Dalších 43 let vzrůstal počet členů pomalu až do roku 1931, kdy jich bylo 600. Prezident GSA R. A. F. Penrose Jr. v roce 1930 věnoval na rozvoj 4 miliony dolarů a odstartoval její další růst.

## Činnost
Posláním GSA je „podpora výzkumu v geovědách, služba společnosti, podpora profesního života svých členů“. Hlavními aktivitami je sponzorování vědeckých setkání a vydávání vědecké literatury, zejména časopisů Geological Society of America Bulletin (běžně známý jako GSA Bulletin) a Geology. Novějšími projekty jsou online časopis Geosphere. V únoru 2009 začala GSA vydávat časopis Lithosphere. Volně a online dostupný je měsíčník GSA Today.

## Prezidenti GSA
Prezidenty Geological Society of America byli:
- James Hall, 1889
- James Dwight Dana, 1890
- Alexander Winchell, 1891
- Grove Karl „G. K.“ Gilbert, 1892
- J. William Dawson, 1893
- Thomas C. Chamberlin, 1894
- Nathanial S. Shaler, 1895
- Joseph Le Conte, 1896
- Edward Orton, Sr., 1897
- J. J. Stevenson, 1898
- Benjamin K. Emerson, 1899
- George Mercer Dawson, 1900
- Charles D. Walcott, 1901
- N. H. Winchell, 1902
- Samuel F. Emmons, 1903
- John Casper Branner, 1904
- Raphael Pumpelly, 1905
- Israel Cook Russell, 1906
- C. R. Van Hise, 1907
- Samuel Calvin, 1908
- Grove Karl Gilbert (druhý mandát), 1909
- Arnold Hague, 1910
- William M. Davis, 1911
- H. L. Fairchild, 1912
- Eugene A. Smith, 1913
- George F. Becker, 1914
- Arthur P. Coleman, 1915
- John M. Clarke, 1916
- Frank D. Adams, 1917
- Whitman Cross, 1918
- J. C. Merriam, 1919
- Israel C. White, 1920
- James F. Kemp, 1921
- Charles Schuchert, 1922
- David White, 1923
- Waldemar Lindgren, 1924
- William B. Scott, 1925
- Andrew Cowper Lawson[4], 1926
- Arthur Keith, 1927
- Bailey Willis, 1928
- Heinrich Ries, 1929
- R. A. F. Penrose, Jr., 1930
- Norman L. Bowen, 1946
- Walter H. Bucher, 1955
- Raymond Cecil Moore[5], 1958
- Marland P. Billings, 1959
- Hollis D. Hedberg, 1960
- Thomas B. Nolan, 1961
- M. King Hubbert 1962
- Harry H. Hess 1963
- Francis Birch 1964
- Wilmot H. Bradley 1965
- Robert Ferguson Legget 1966
- Konrad B. Krauskopf 1967
- Leon T. Silver, 1979
- Randolph Bromery, 1989
- Robert D. Hatcher[6], 1993
- E-an Zen[7], 1992
- William R. Dickinson, 1994
- David A. Stephenson[8], 1995
- Eldridge M. Moores, 1996
- George A. Thompson, 1997
- Victor R. Baker, 1998
- Gail M. Ashley, 1999
- Mary Lou Zoback[9], 2000
- Sharon Mosher, 2001
- Anthony J. Naldrett, 2002
- B. Clark Burchfiel, 2003
- Rob Van der Voo, 2004
- William A. Thomas, 2005
- Stephen G. Wells, 2006
- John M. "Jack" Sharp, Jr.[10], 2007
- Judith Totman Parrish[11], 2008
- Jean M. Bahr[12], 2009
- Joaquin Ruiz, 2010
- John Geissman[13], 2011
- George H. Davis, 2012
- Suzanne Mahlburg Kay, 2013
- Harry McSween, 2014
- Jonathan G. Price, 2015
- Claudia I. Mora, 2016